# Schalchen
Schalchen osztrák község Felső-Ausztria Braunau am Inn-i járásában. 2019 januárjában 3932 lakosa volt. 

## Elhelyezkedése

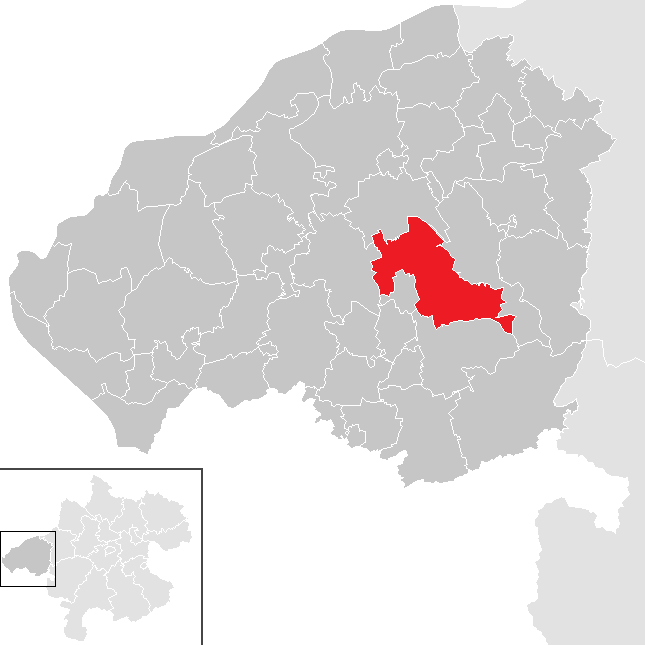
Schalchen a Braunau am Inn-i járásban

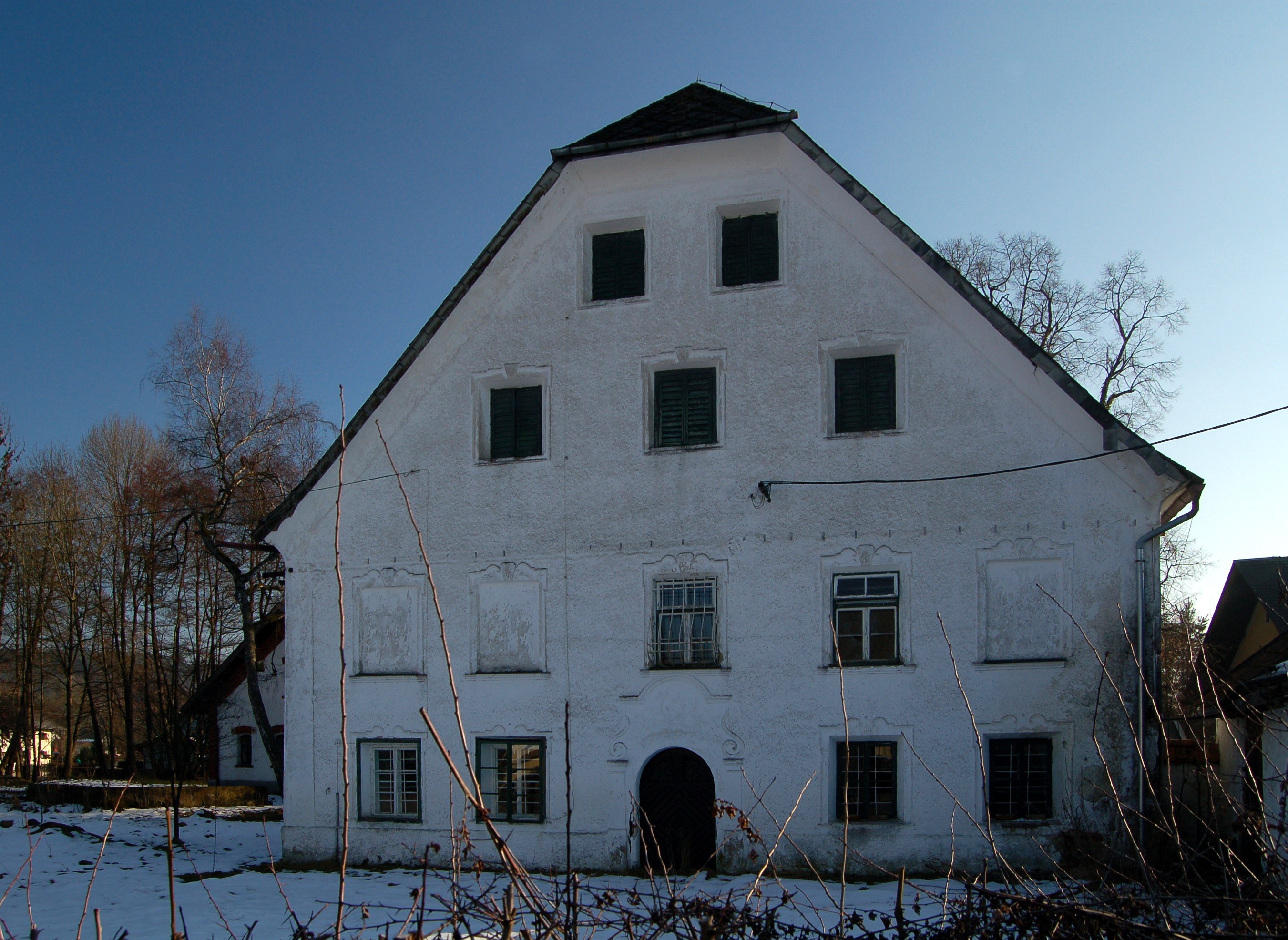
A Kaltenbrunner-ház

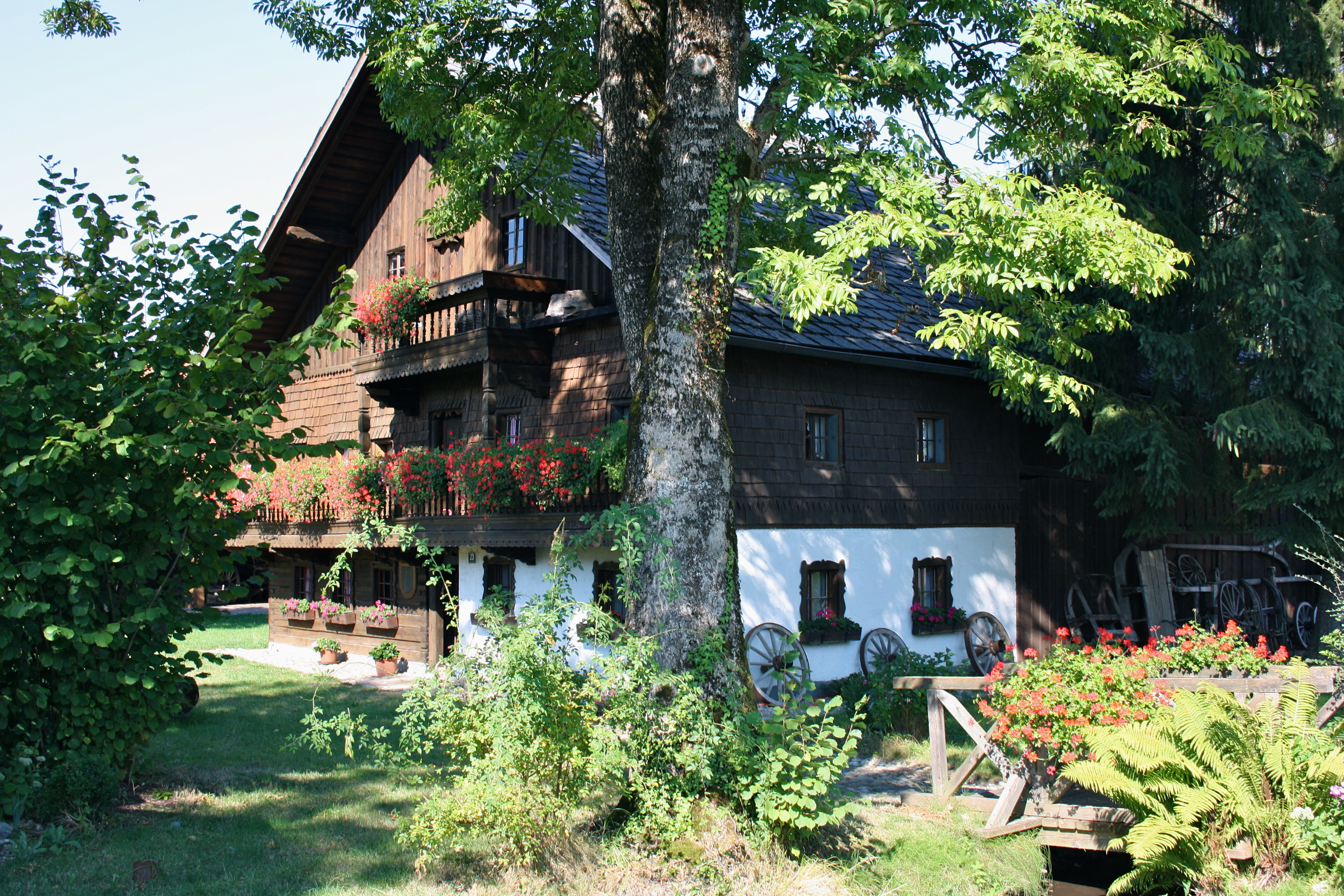
A helytörténeti múzeum

Schalchen Felső-Ausztria Innviertel régiójában fekszik a Schwemmbach folyó mentén. Területének 56%-a erdő, 38,7% áll mezógazdasági művelés alatt. Az önkormányzat 25 településrészt és falut egyesít: Äpfelberg (90 lakos 2018-ban), Au (65), Auffang (291), Baumgarten (11), Erb (224), Furth (134), Häuslberg (65), Hitzleiten (27), Langwiedmoos (43), Mitterholzleiten (103), Neudorf (84), Oberharlochen (50), Oberholzleiten (83), Oberlindach (155), Oberweinberg (60), Schalchen (1618), Stallhofen (186), Unterharlochen (61), Unterholzleiten (19), Unterlindach (31), Unterlochen (82), Unterweinberg (177), Weinberg (157), Wiesing (49) és Zeiledt (12).
A környező önkormányzatok: északkeletre Maria Schmolln, délre Munderfing és Mattighofen, nyugatra Pischelsdorf am Engelbach, északnyugatra Helpfau-Uttendorf.   

## Története
A római időkben már állt egy település a mai Schalchen helyén. Az ekkor készült fogadalmi oltárokat a keresztény korban szenteltvíztartóként hasznosították. A 6. században pogány bajorok telepedtek meg a térségben, akik a 7-8. században felvették a keresztény vallást. Schalchen területe ekkor az Agilolfing hercegi család birtoka volt. A 9-10. században a Karolingok a szomszédos Mattighofenben királyi palotát építettek. A krónikák alapján az 1349-es nagy pestisjárvány Schalchenben is sok áldozatot követelt. A középkorban a lakosság a mezőgazdaságból és a szomszédos Kobernaußerwald erdejében való fakitermelésből élt, bár 1633-ban két kaszakovács is dolgozott a faluban. 
1779-ben az addig Bajorországhoz tartozó Innviertel a bajor örökösödési háborút lezáró tescheni béke következtében átkerült Ausztriához. A napóleoni háborúk során az átvonuló francia seregek kíméletlenül sanyargatták a lakosságot, állítólag gyökereken és fakérgen tengődtek. 
A községi önkormányzat 1850-ben alakult meg és akkor 37 kisebb-nagyobb települést foglalt magába 463 házzal és 2127 lakossal. 1899-ben megépült a község iskolája. 1938-ban Ausztria csatlakozott a Német Birodalomhoz; Schalchent az Oberdonaui gauba sorolták be, majd a második világháború után visszakerült Felső-Ausztriához. A nemzetiszocialista időkben a község díszpolgárává választotta Adolf Hitlert; a címet csak 1998-ban vonták vissza.

## Lakosság
A schalcheni önkormányzat területén 2019 januárjában 3932 fő élt. A lakosságszám 1961 óta gyarapodó tendenciát mutat. 2016-ban a helybeliek 87,1%-a volt osztrák állampolgár; a külföldiek közül 2,4% a régi (2004 előtti), 3,8% az új EU-tagállamokból érkezett. 6% a volt Jugoszlávia (Szlovénia és Horvátország nélkül) vagy Törökország, 0,7% egyéb országok polgára. 2001-ben a lakosok 82,3%-a római katolikusnak, 4,1% evangélikusnak, 3,3% ortodoxnak, 1,7% mohamedánnak, 6,4% pedig felekezeten kívülinek vallotta magát. Ugyanekkor a legnagyobb nemzetiségi csoportot a német (93,6) mellett a szerbek (3,3%) alkották.
A lakosság számának változása:

| 2016 | 3 780 |
| 2018 | 3 877 |

## Látnivalók
- a Szt. Jakab-plébániatemplom
- a Kaltenbrunner-ház
- a helytörténeti múzeum
- Furth kápolnája

## Fordítás
- Ez a szócikk részben vagy egészben  a   Schalchen című német Wikipédia-szócikk ezen változatának fordításán alapul.  Az eredeti cikk szerkesztőit annak laptörténete sorolja fel. Ez a jelzés csupán a megfogalmazás eredetét és a szerzői jogokat jelzi, nem szolgál a cikkben szereplő információk forrásmegjelöléseként.